# Bojan Miowski
Bojan Miowski (mac. Бојан Миовски; ur. 24 czerwca 1999 w Sztipie) – macedoński piłkarz, występujący na pozycji napastnika w hiszpańskim klubie Girona FC oraz w reprezentacji Macedonii Północnej.

## Statystyki

### Klubowe
Na podstawie:
| Klub             | Sezonów | Liga                 | Liga  | Liga   | Puchar krajowy | Puchar krajowy | Kontynentalne | Kontynentalne | Suma  | Suma   |
| Klub             | Sezonów | Liga                 | Mecze | Bramki | Mecze          | Bramki         | Mecze         | Bramki        | Mecze | Bramki |
| ---------------- | ------- | -------------------- | ----- | ------ | -------------- | -------------- | ------------- | ------------- | ----- | ------ |
| Bregałnica Sztip | 1       | Prwa liga            | 7     | 2      | 0              | 0              | –             | –             | 7     | 2      |
| FK Rabotniczki   | 1       | Prwa liga            | 2     | 0      | 0              | 0              | –             | –             | 2     | 0      |
| FK Makedonija    | 1       | Prwa liga            | 5     | 1      | 0              | 0              | –             | –             | 5     | 1      |
| FK Renowa        | 2       | Prwa liga            | 25    | 5      | 0              | 0              | –             | –             | 25    | 5      |
| MTK Budapest FC  | 2       | Nemzeti Bajnokság I  | 56    | 15     | 4              | 4              | –             | –             | 60    | 19     |
| Aberdeen F.C.    | 3       | Scottish Premiership | 77    | 32     | 14             | 8              | 7             | 4             | 98    | 44     |
| Girona FC        | 1       | La Liga              | 3     | 0      | 0              | 0              | 1             | 0             | 4     | 0      |
|                  | Łącznie | Łącznie              | 175   | 55     | 18             | 12             | 8             | 4             | 201   | 71     |

### Reprezentacyjne
Na podstawie:
| Gole w reprezentacji | Gole w reprezentacji | Gole w reprezentacji | Gole w reprezentacji | Gole w reprezentacji | Gole w reprezentacji | Gole w reprezentacji | Gole w reprezentacji      |
| Lp.                  | Data                 | Miasto               | Przeciwnik           | Wynik                | Gole                 | Inne                 | Rozgrywki                 |
| -------------------- | -------------------- | -------------------- | -------------------- | -------------------- | -------------------- | -------------------- | ------------------------- |
| 1.                   | 12.06.2022           | Skopje               | Gibraltar            | 4:0 (4:0)            | 16'                  |                      | Liga Narodów UEFA 2022/23 |
| 2.                   | 27.03.2023           | Skopje               | Wyspy Owcze          | 1:0 (0:0)            | 81'                  |                      | mecz towarzyski           |
| 3.                   | 22.03.2024           | Antalya              | Mołdawia             | 1:1 (1:0)            | 45+1'                |                      | mecz towarzyski           |
| 4.                   | 10.09.2024           | Skopje               | Armenia              | 2:0 (0:0)            | 78'                  | 45'                  | Liga Narodów UEFA 2024/25 |

## Sukcesy
Brak większych sukcesów klubowych i reprezentacyjnych.